# Liberty of the Seas
Ne doit pas être confondu avec Freedom of the Seas.
Le Liberty of the Seas (littéralement : « Liberté des mers ») est un navire de croisière appartenant à la compagnie Royal Caribbean Cruise Line. Entré en service en 2007, il est le second navire de la classe Freedom sur une série de trois paquebots. Il est, à l'époque, le plus grand paquebot au monde en tonnage, devant le Queen Mary 2.

## Le bateau
Lancé en 2007 par la compagnie maritime Royal Caribbean International, le Liberty of the Seas fait partie de la classe Freedom. Il est équipé de services tels qu'un barbier, un centre d'entraînement qui est le plus grand construit sur un bateau, un centre de spa et massage, un centre d'affaires, une bibliothèque, un nombre considérable de restaurants, des magasins, une patinoire, un mur d'escalade, un terrain de basket-ball, un mini-golf, un simulateur de golf et un simulateur de surf.

## Galerie

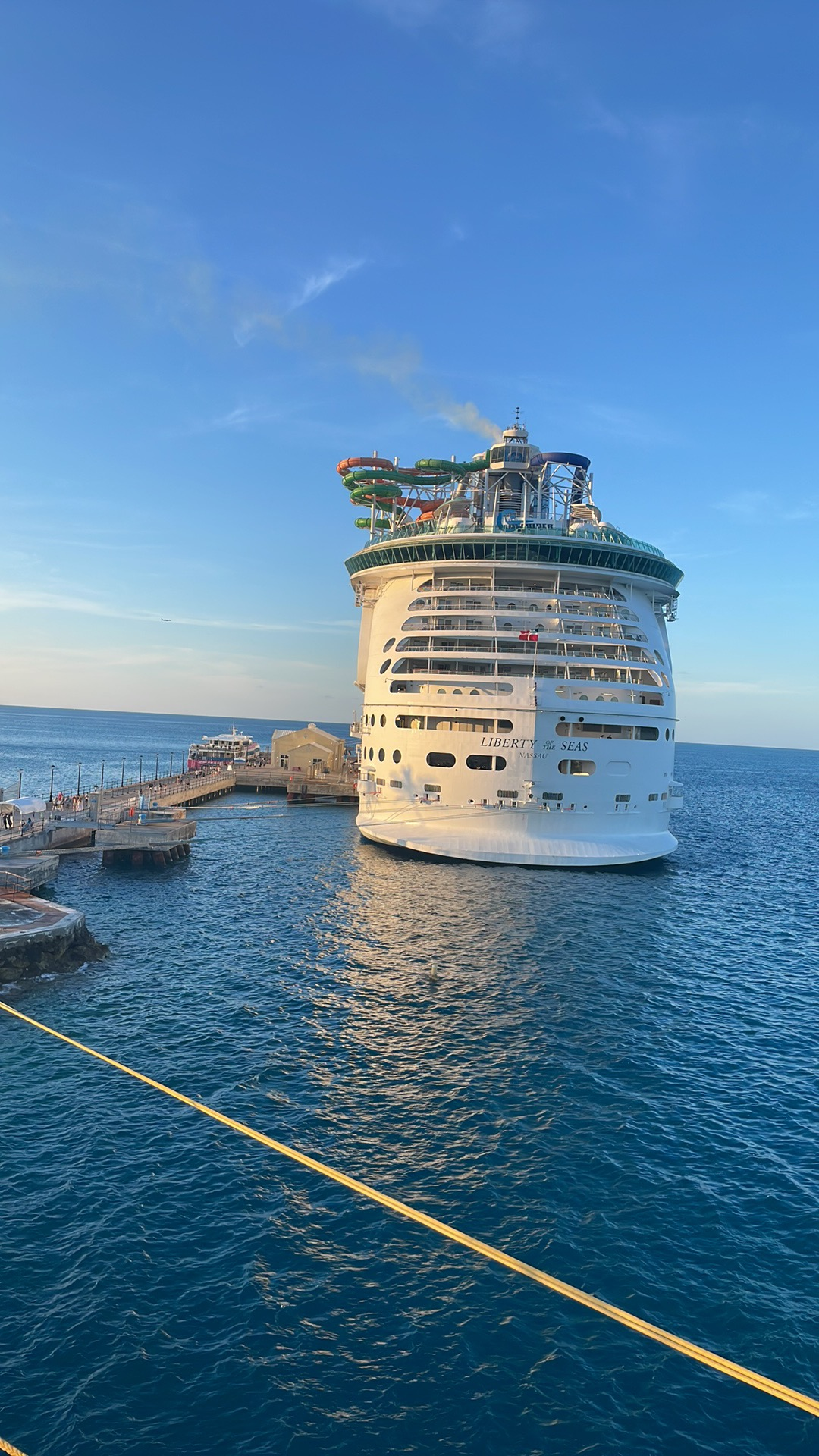